# Dowlat Rūd Bār
Dowlat Rūd Bār (persiska: دولت رود بار) är en ort i Iran.   Den ligger i provinsen Mazandaran, i den norra delen av landet, 130 km nordost om huvudstaden Teheran. Dowlat Rūd Bār ligger 133 meter över havet och antalet invånare är 170.
Terrängen runt Dowlat Rūd Bār är kuperad åt sydväst, men åt nordost är den platt.Runt Dowlat Rūd Bār är det tätbefolkat, med 286 invånare per kvadratkilometer. Närmaste större samhälle är Kārdī Kolā, 3,6 km nordost om Dowlat Rūd Bār. I omgivningarna runt Dowlat Rūd Bār växer i huvudsak blandskog.